# Secret of Evermore
Secret of Evermore — компьютерная ролевая игра для приставки Super Nintendo Entertainment System, разработанная и выпущенная в 1995 году компанией Square Soft. Изначально изданная на территории Северной Америки, годом спустя при участии компании Nintendo вышла в PAL-регионе, в Европе и Австралии.

## Сюжет
Сюжет игры рассказывает о приключениях мальчика и его домашнего пса, которые попадают в фентэзийный мир, созданный эксцентричным изобретателем. Герои обследуют мир под названием Evermore, состоящий из различных параллельных измерений — каждое из них соответствует определённому временному периоду реального мира: доисторическое время, античность, готическое средневековье и футуристическая космическая станция.

## Геймплей
Геймплей своими непрерывными сражениями в реальном времени, кольцевым меню и возможностью переключения между персонажами во многом напоминает вышедшую ранее Secret of Mana.

## Саундтрек
Музыку для саундтрека написал известный американский композитор Джереми Соул, причём это одна из первых его работ в игровой индустрии.

## Разработка
Secret of Evermore стала первой игрой, самостоятельно созданной североамериканским отделением Square (все предыдущие игры разрабатывались исключительно в Японии, а на Запад попадали уже в локализированном виде).

## Отзывы
| Сводный рейтинг    | Сводный рейтинг                                                          |
| Агрегатор          | Оценка                                                                   |
| ------------------ | ------------------------------------------------------------------------ |
| GameRankings       | 81 %                                                                     |
| Иноязычные издания |                                                                          |
| Издание            | Оценка                                                                   |
| AllGame            | [ 3 ]                                                                    |
| EGM                | 33,5 out of 40                                                           |
| Nintendo Life      | [ 4 ]                                                                    |
| Nintendo Power     | 3,8 out of 5                                                             |
| Game Players       | 88 out of 100                                                            |
| Next Generation    | 4 из 5 звёзд · 4 из 5 звёзд · 4 из 5 звёзд · 4 из 5 звёзд · 4 из 5 звёзд |
| RPGamer            | 4 out of 5                                                               |
| RPGFan             | 86 %                                                                     |
| Super Play         | 81 out of 100                                                            |

Игра удостоилась в основном положительных отзывов за красочную графику и удобный геймплей, но при этом многими обозревателями была раскритикована за несоответствие стандартам, заложенным ранними проектами компании. Считается, что из-за создания Secret of Evermore была отменена локализация игры Seiken Densetsu 3, которая до сих пор не имеет официальной английской версии.